# Železniční trať Ostrava – Valašské Meziříčí
Železniční trať Ostrava – Valašské Meziříčí o délce 72 km (v jízdním řádu pro cestující je uváděná v traťovém oddíle označeném číslem 323) je železniční trať, která spojuje dnešní stanici Ostrava hlavní nádraží se stanicí Valašské Meziříčí. Trať byla vybudována ve dvou etapách v letech 1869-1888. Trať je v úseku Ostrava – Vratimov dvoukolejná a zbývající delší úsek až do Valašského Meziříčí je jednokolejný. Kromě úseku Ostrava hlavní nádraží – Ostrava-Kunčice, který byl elektrizován v letech 2005–2007, se jedná o neelektrizovanou trať. Trať je v úseku Ostrava hlavní nádraží – Ostrava-Kunčice součástí celostátní dráhy a navazující úsek Ostrava-Kunčice – Valašské Meziříčí je od 7. dubna 2014 kategorizován jako regionální dráha, do té doby byla součástí celostátní dráhy ještě celá trať.

## Historický vývoj trati
První část trati byla vybudována akciovou společností K. k. priv. Ostrau-Friedlander Eisenbahn (Císařsko-královská privilegovaná Ostravsko-frýdlantská železnice) v letech 1869–1870 mezi Ostravou a Frýdlantem nad Ostravicí a nesla přiléhavý název Ostravsko-frýdlantská dráha. Tento úsek byl uveden do provozu roku 1871.

### Moravsko-slezská dráha měst
Druhá část trati, tj. úsek Valašské Meziříčí – Frýdlant nad Ostravicí, byla vybudována roku 1888 jako součást vedlejší větve Severní dráhy císaře Ferdinanda z Kojetína přes Těšín do Bílska.
V roce 1885 byla totiž prodloužena koncese Severní dráze (a tím i její monopol na železniční spojení přes Moravu), ale současně jí byla uložena povinnost vybudovat síť paralelních a navazujících tratí. Rakousko-uherská vláda si totiž uvědomovala, že hlavní spojnice Vídeň – Krakov vede nepříjemně blízko pruského území a v případě další války s Pruskem může být velice rychle přerušena. Severní dráha proto dostala mj. za úkol vybudovat paralelní spojení s Haličí, které bude více ve vnitrozemí.
V roce 1887 proto Severní dráha císaře Ferdinanda odkoupila již existující železnice na plánované trase: úseky Kroměříž – Bystřice pod Hostýnem, Valašské Meziříčí – Krásná a Frýdlant – Frýdek. Současně zahájila dobudování úseků Kojetín – Kroměříž, Bystřice pod Hostýnem – Valašské Meziříčí, Krásná – Frýdlant a Frýdek – Bílsko. Stávající úseky byly opraveny a dřevěné mosty byly nahrazeny ocelovými. Provoz na celé trati v délce 180 km mezi městy Kojetín – Bílsko byl slavnostně zahájen 1. června 1888 jako tzv. Moravsko-slezská dráha měst.

### Další vývoj trati
Po vzniku republiky úsek trati Těšín – Bílsko připadl Polsku. Úsek z Kojetína do Valašského Meziříčí je nyní značena jako samostatná trať číslo 303.
Součástí tratě číslo 323 je i část tzv. Báňské dráhy.
Do roku 1996 se železniční stanice Hostašovice jmenovala Hodslavice-Hostašovice. V letech 2005–2007 probíhala elektrizace v úseku Ostrava hlavní nádraží – Ostrava-Kunčice. Elektrický provoz na této části tratě byl zahájen 7. prosince 2007, zbývající část tratě Ostrava-Kunčice – Valašské Meziříčí zatím není elektrizovaná. 22. listopadu 2007 byla na trati mezi stanicemi Ostrava uhelné nádraží a Ostrava střed otevřena nová železniční zastávka, Ostrava centrum. Od června roku 2008 má železniční zastávka Ostrava centrum nový název, Ostrava-Stodolní.
Od 7. dubna 2014 je úsek Ostrava-Kunčice – Valašské Meziříčí kategorizován jako regionální dráha, do té doby byla součástí celostátní dráhy ještě celá trať. 14. prosince 2014 byla na trati mezi stanicemi Frenštát pod Radhoštěm a Veřovice otevřena nová železniční zastávka Frenštát pod Radhoštěm město. V roce 2015 probíhala modernizace a obnova železničního svršku tratě v úseku Frýdlant nad Ostravicí – Frenštát pod Radhoštěm.[zdroj?]

### Budoucnost
Správa železnic plánuje v úseku Ostrava-Kunčice – Frenštát pod Radhoštěm město trať modernizovat a elektrizovat, zdvoukolejnění se plánuje v úseku Vratimov – Frýdek-Místek, má být rovněž zvýšena rychlost v úseku Ostrava-Kunčice – Frýdek-Místek na 120 km/h a mezi Frýdkem-Místkem a Frýdlantem nad Ostravicí na 160 km/h. Do projektu je zahrnuta i elektrizace trati do Ostravice. Stavba by měla proběhnout v letech 2026-2031. Plánovány jsou také novostavba výpravní budovy v Paskově a rekonstrukce výpravní budovy v Lískovci.

## Současný provoz
Na lince S6 jezdí od roku 2021 5 třívozových push-pull jednotek Škoda 13Ev, které táhne motorová lokomotiva řady 750.7. Většina vlaků však nejede po celé trase a linka S6 je rozlomena v pracovní dny většinu dne ve Frýdlantu nad Ostravicí, večer a o víkendech ve Frenštátě pod Radhoštěm. Mezi Ostravou a Frenštátem jezdí vlaky ve špičce v intervalu 30 minut, mimo špičku a o víkendech 60 minut, v úseku Frenštát – Valašské meziříčí je pak interval 60/120 min. Mezi Frýdlantem/Frenštátem a Valašským Meziříčím jsou spoje obsluhovány motorovou jednotkou 814 nebo motorovým vozem 842 s přípojným vozem Bdtn.[zdroj?]

## Stanice a zastávky

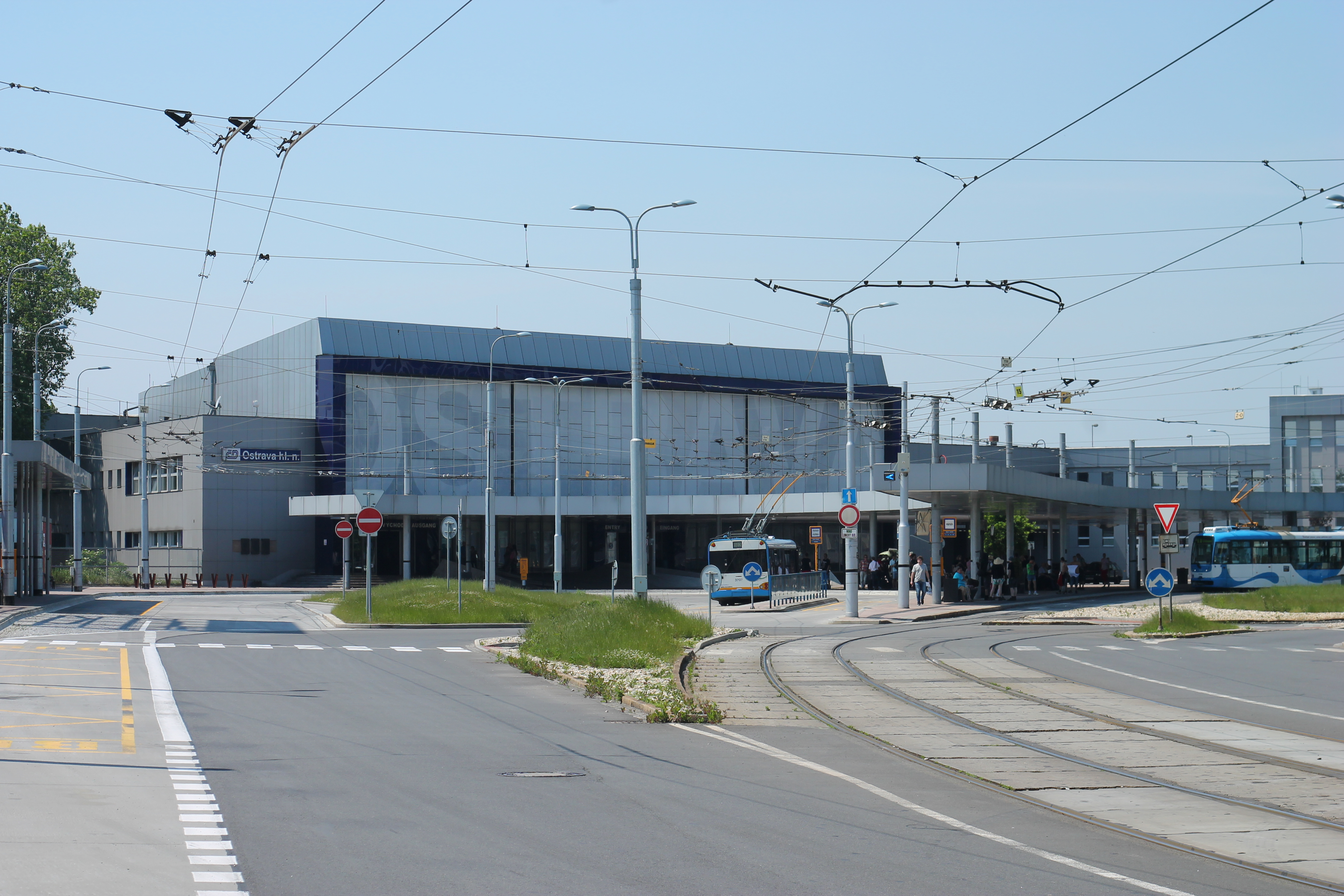
Ostrava hlavní nádraží
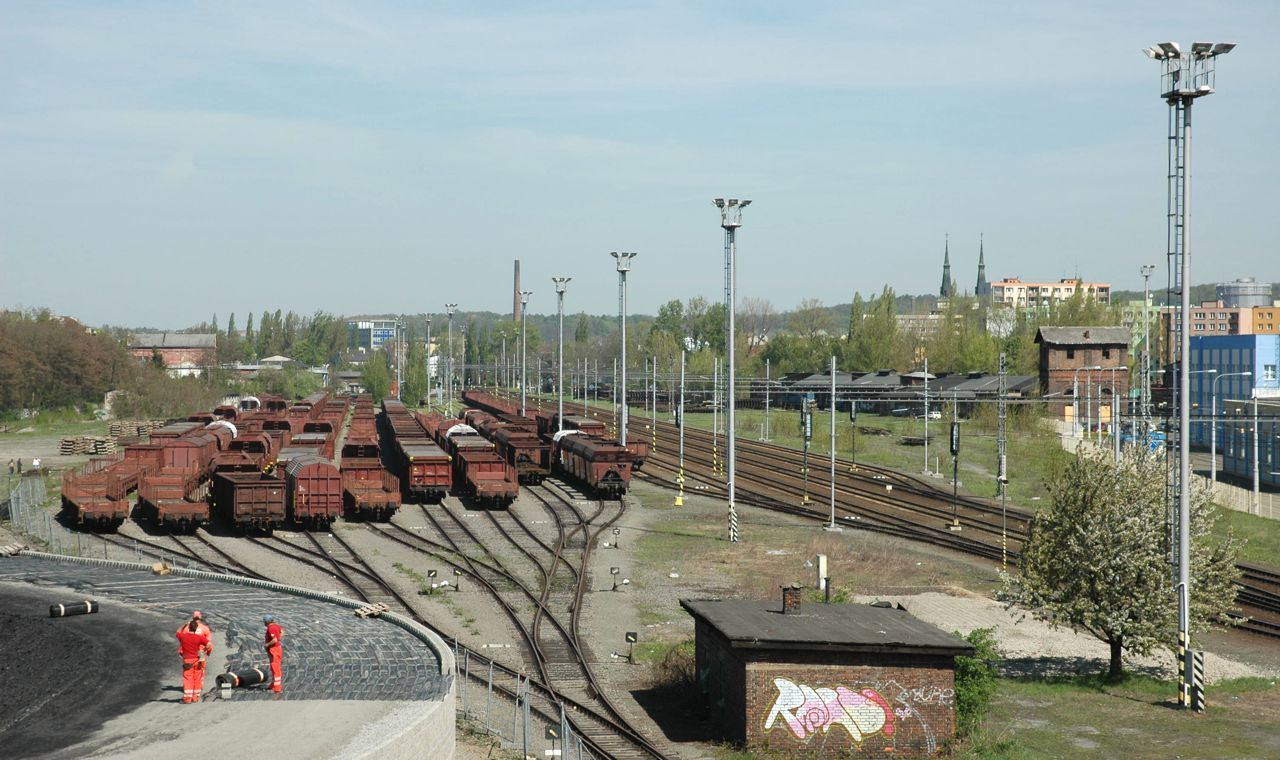
Ostrava báňské nádraží
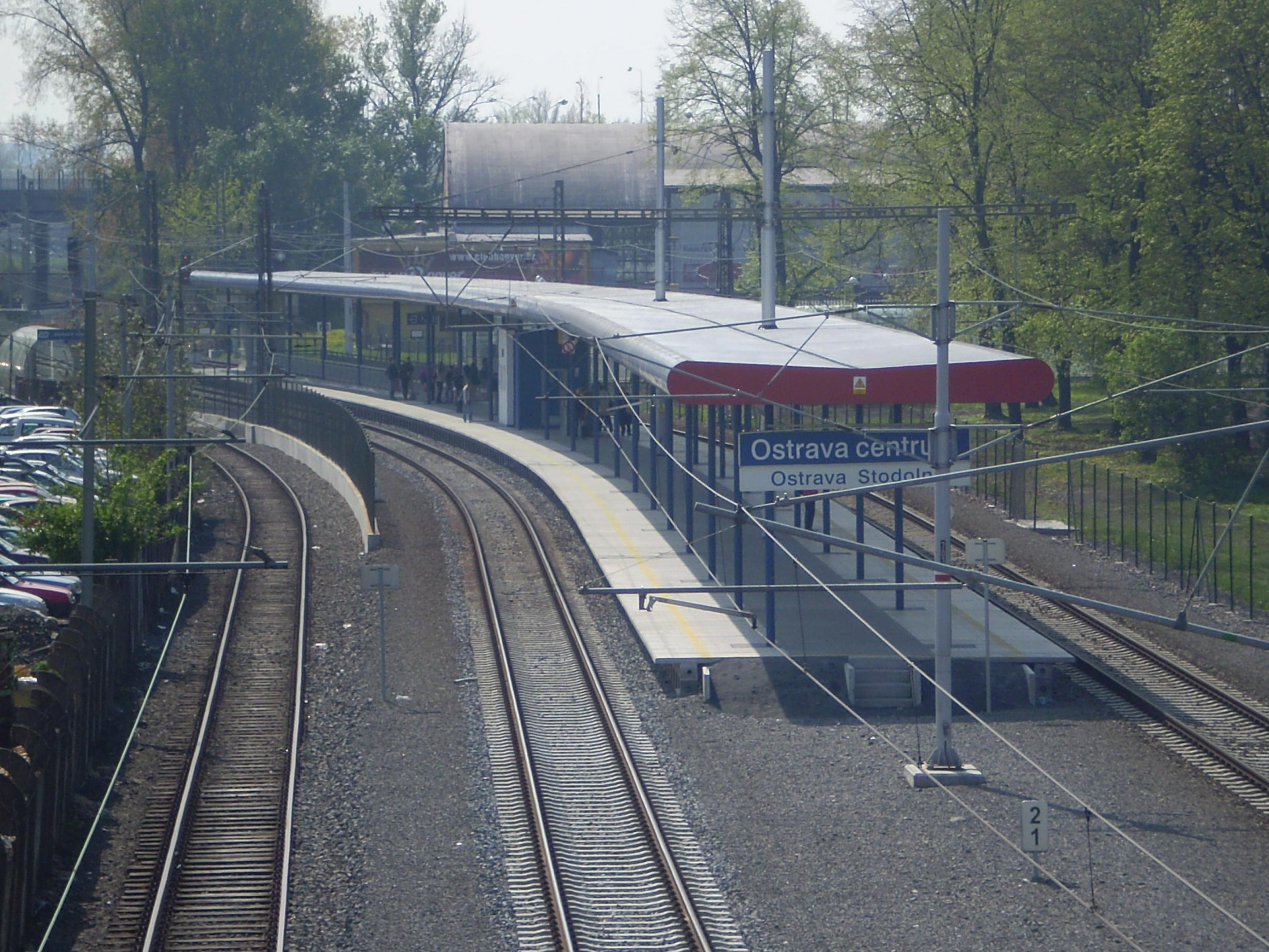
Ostrava-Stodolní
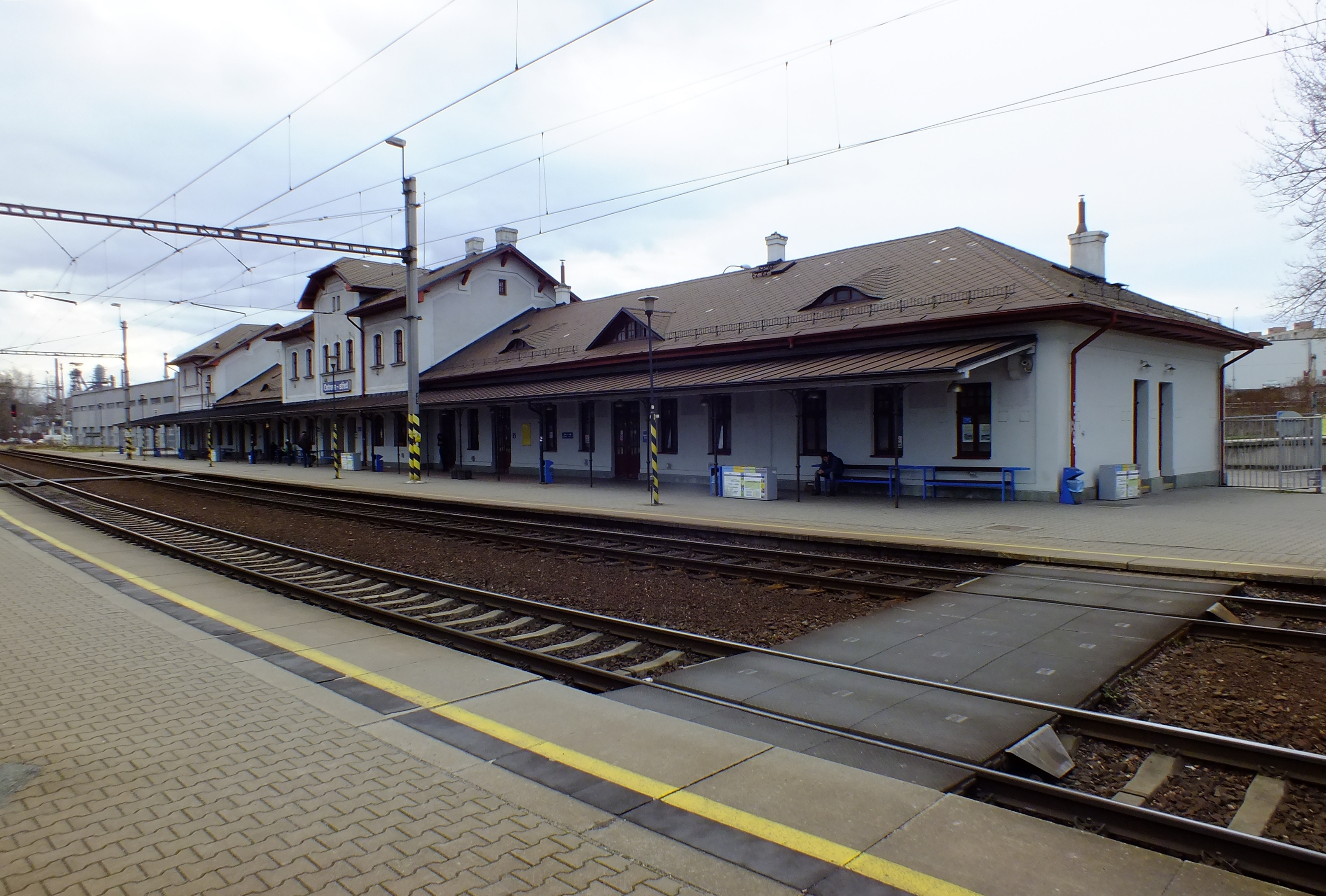
Ostrava střed
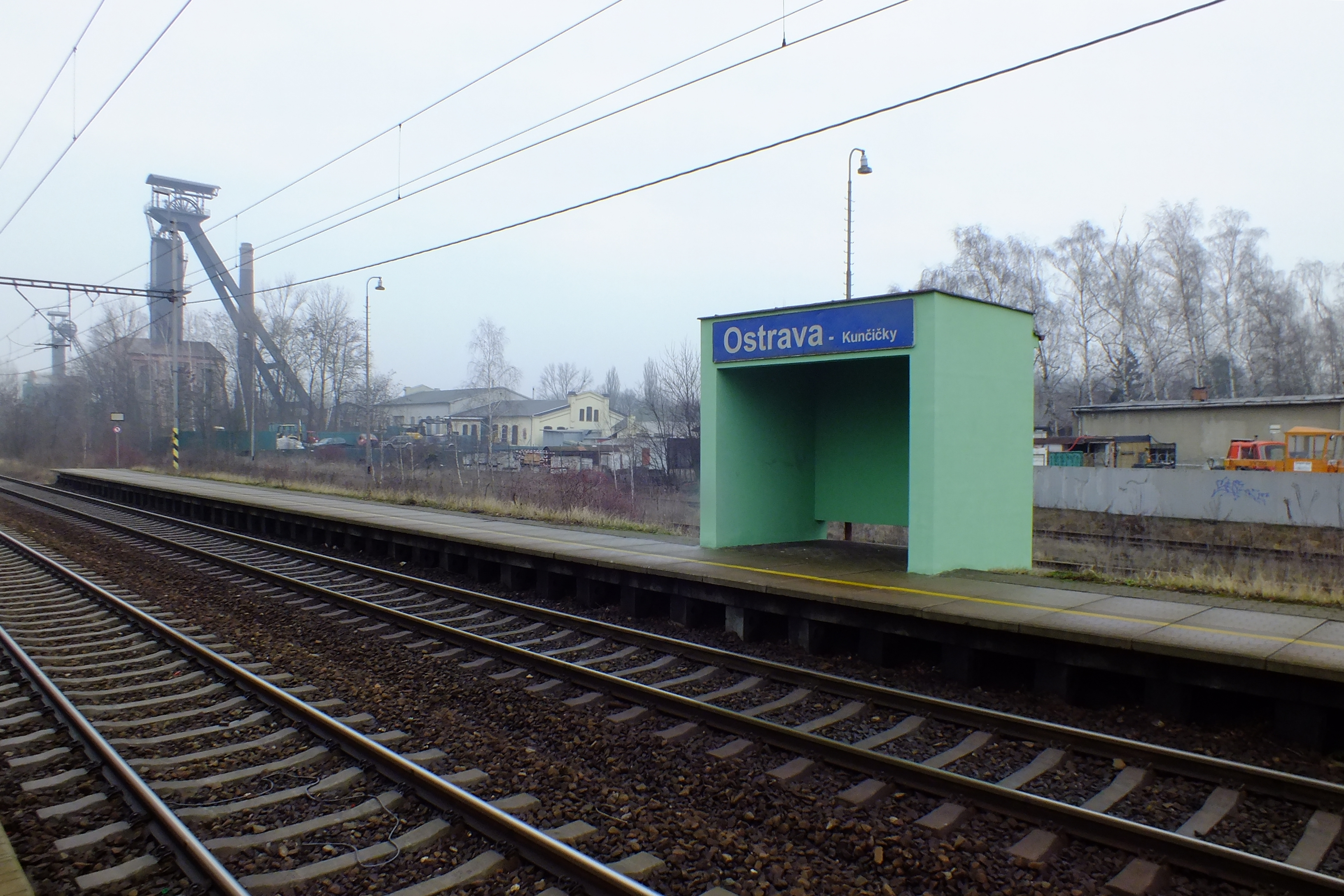
Ostrava-Kunčičky
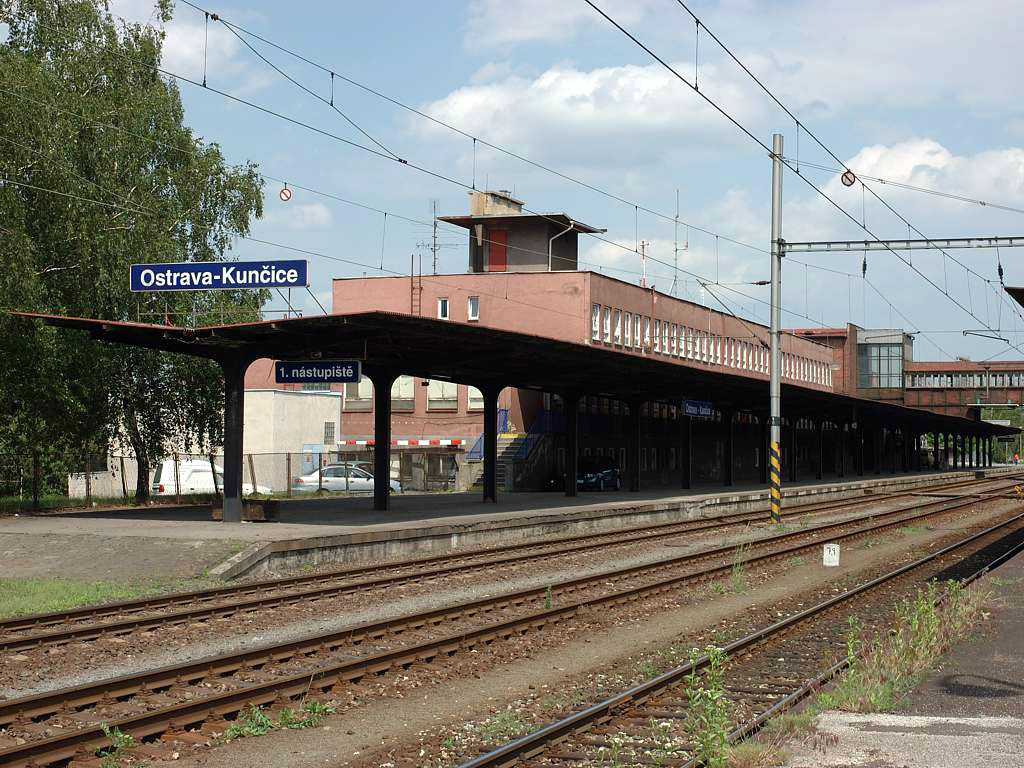
Ostrava-Kunčice
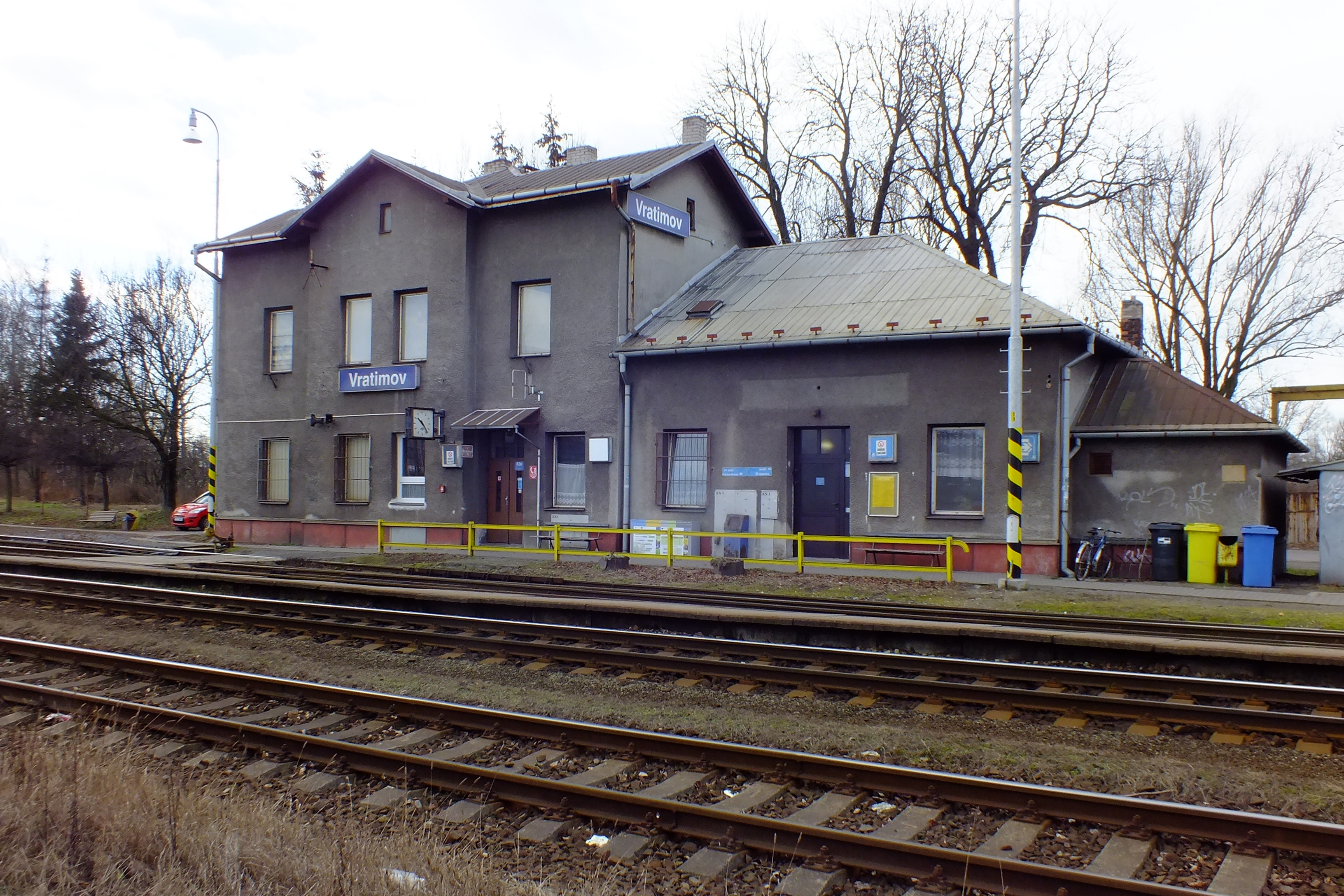
Vratimov
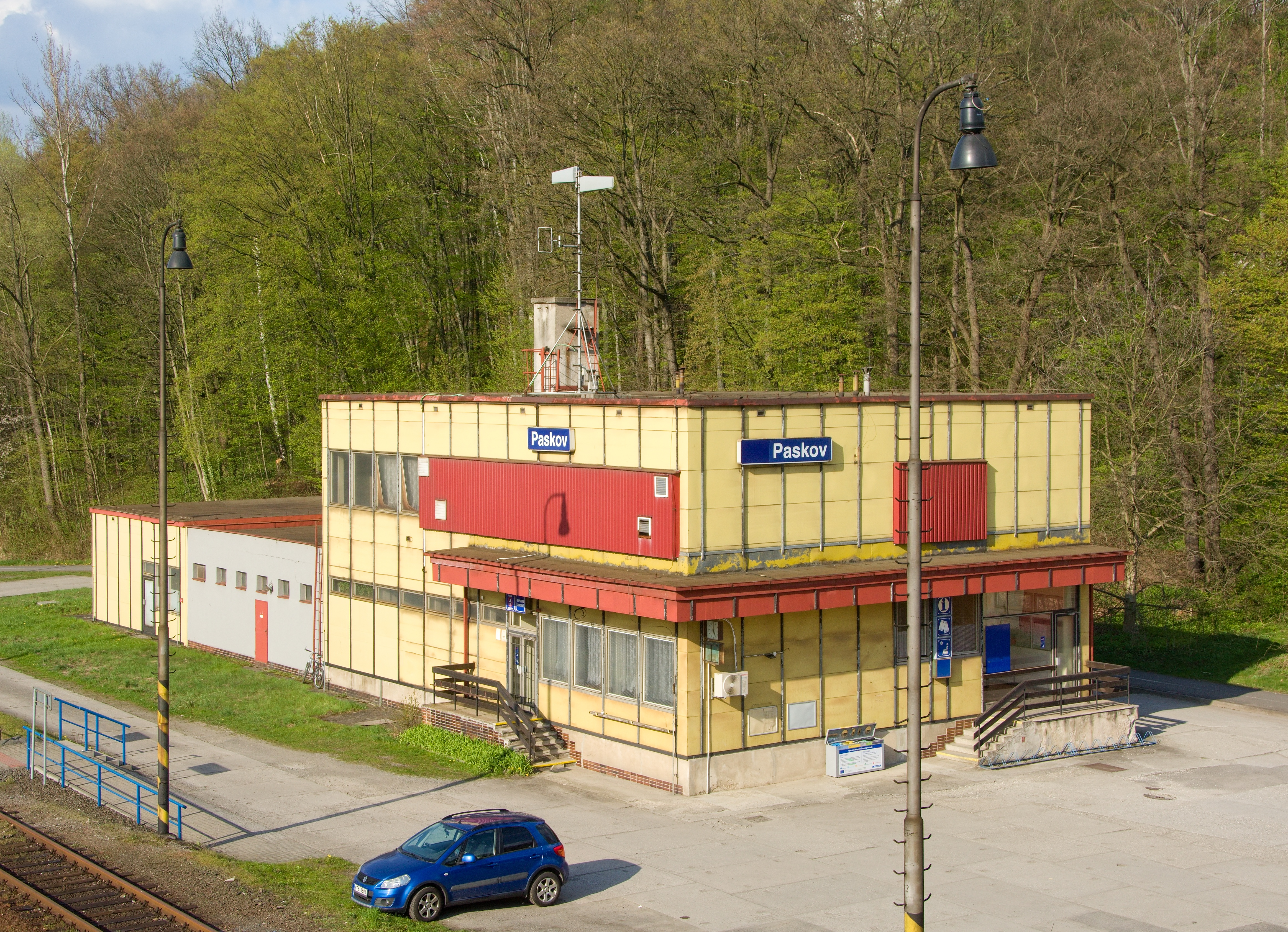
Paskov
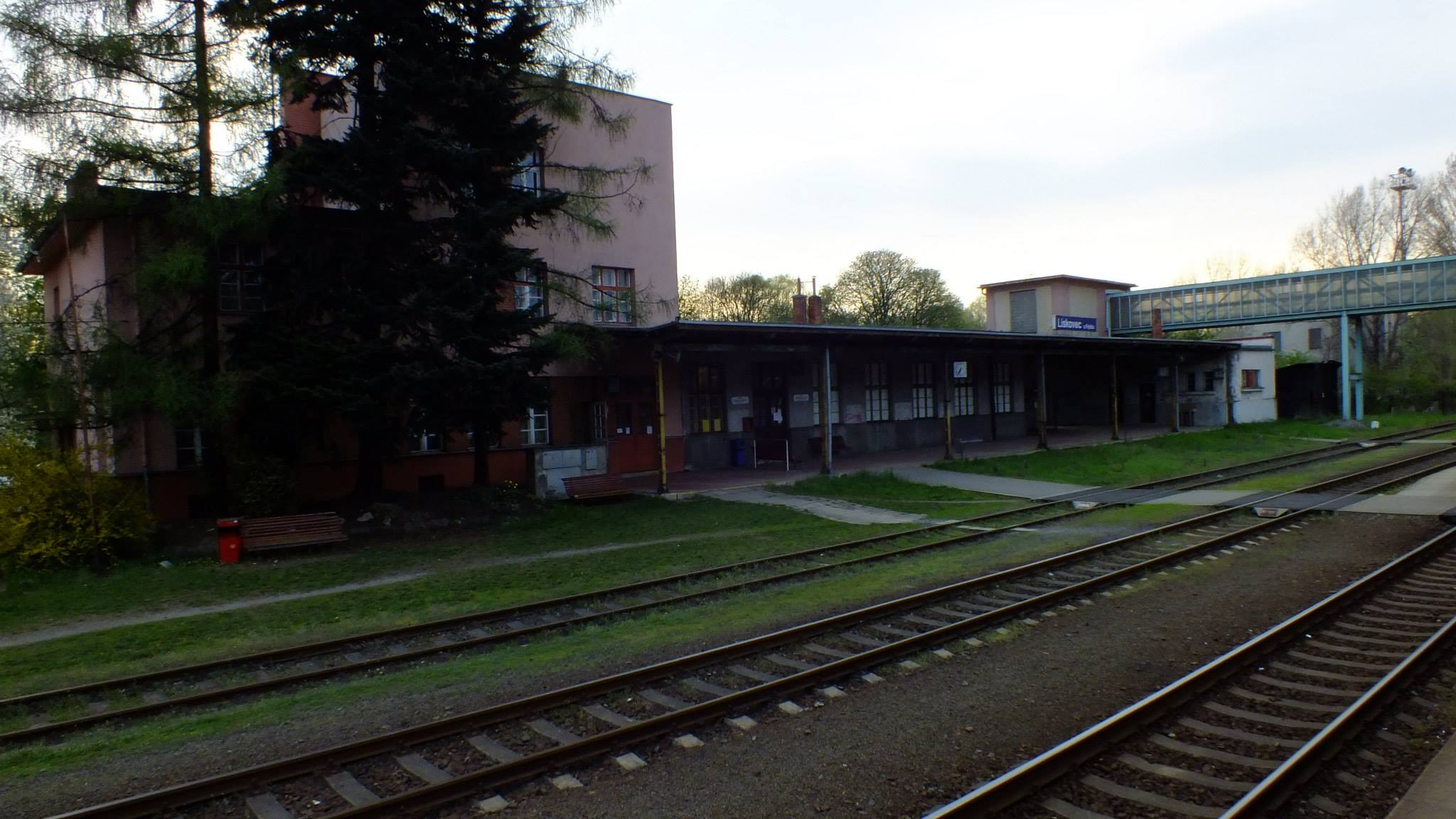
Lískovec u Frýdku
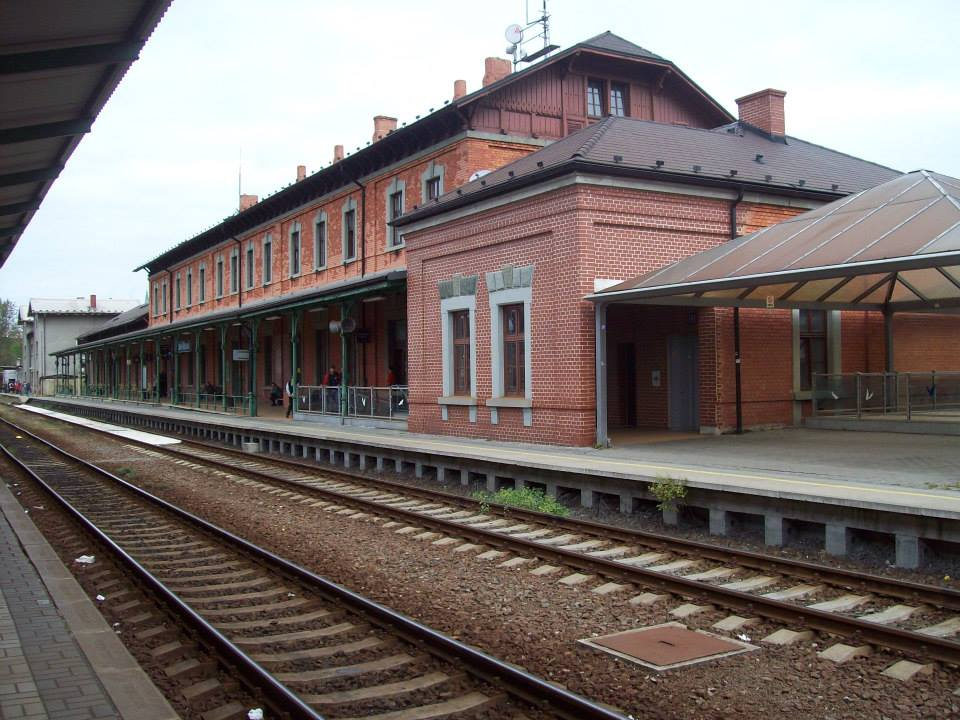
Frýdek-Místek
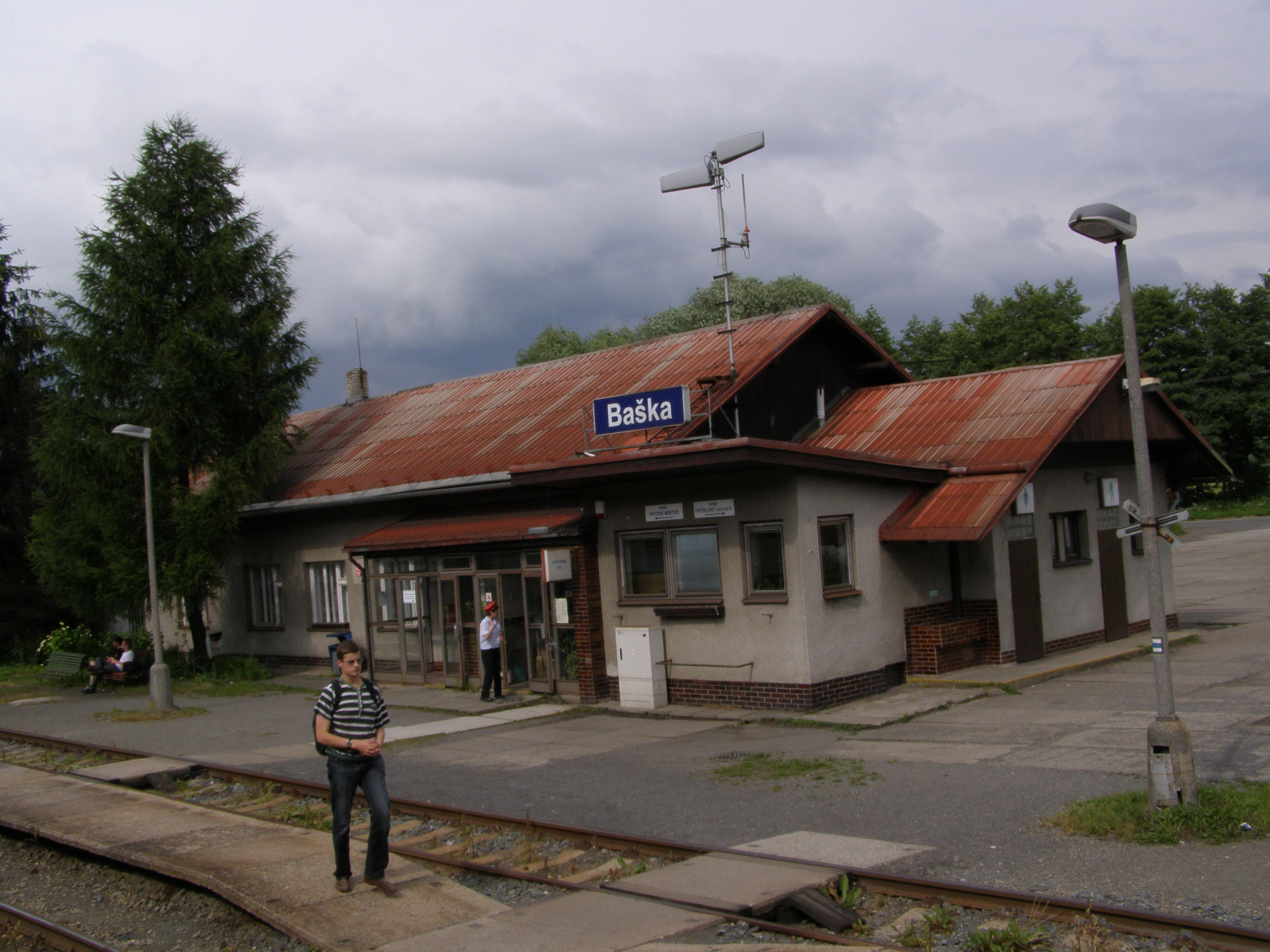
Baška
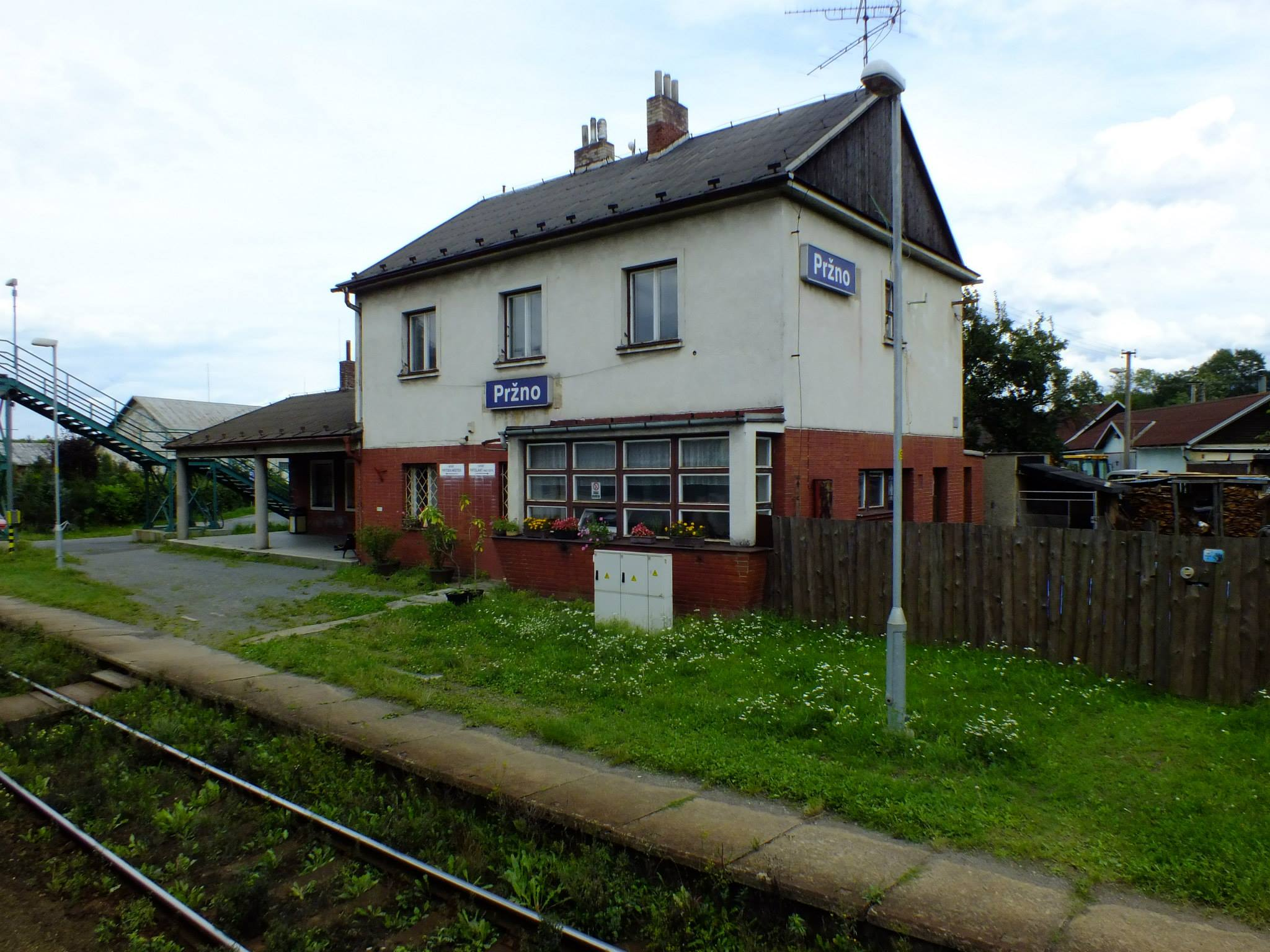
Pržno
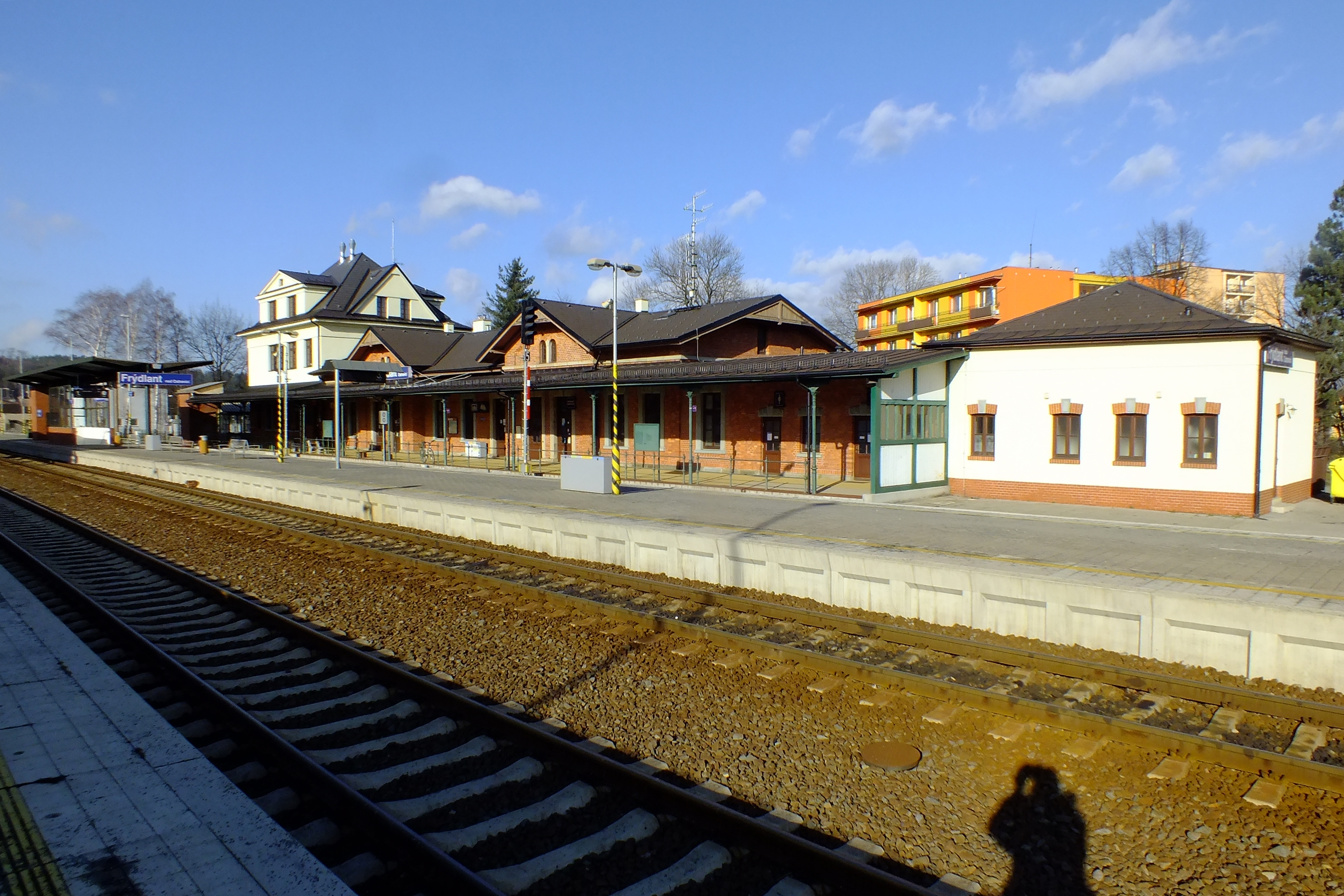
Frýdlant nad Ostravicí
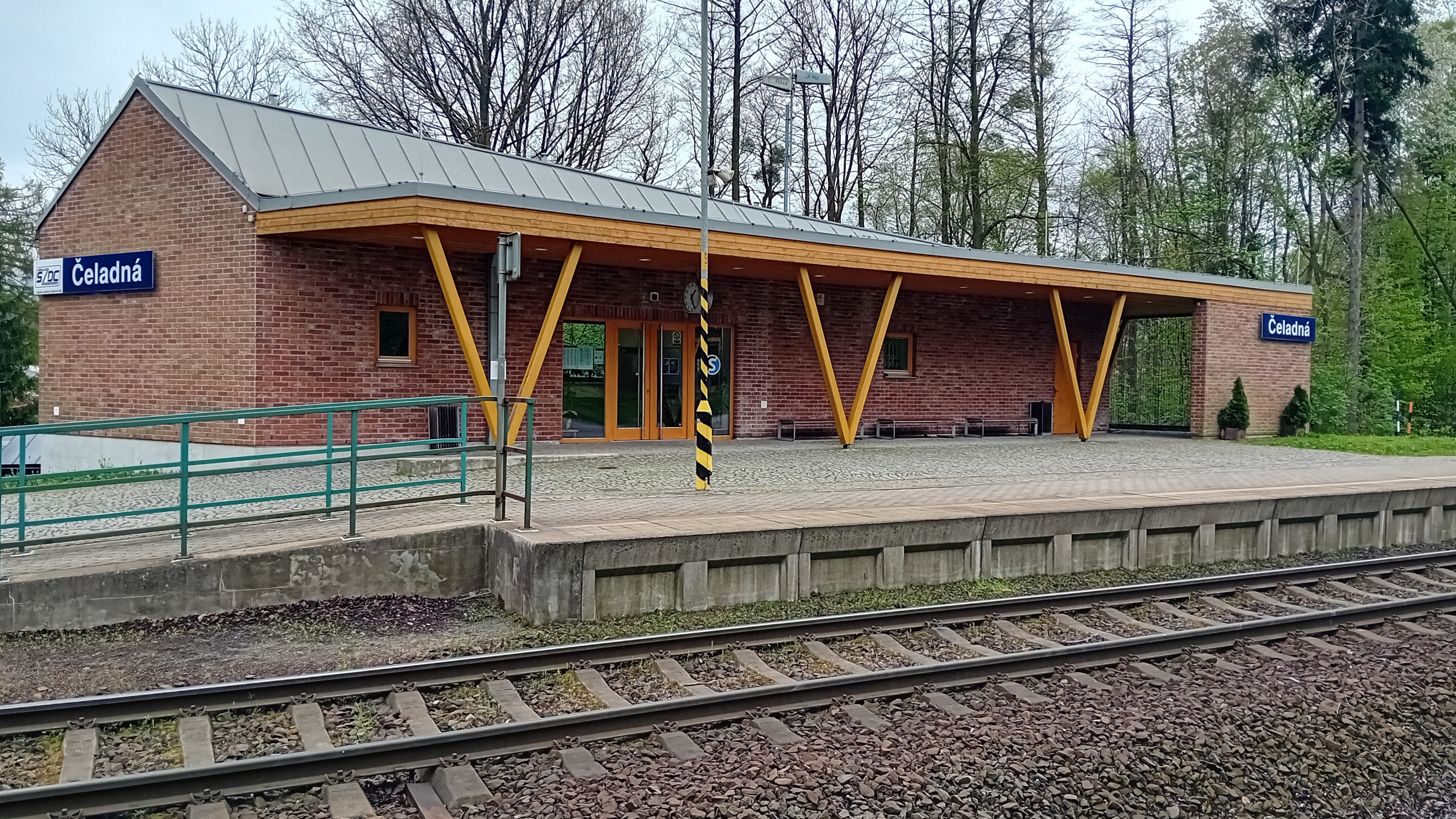
Čeladná
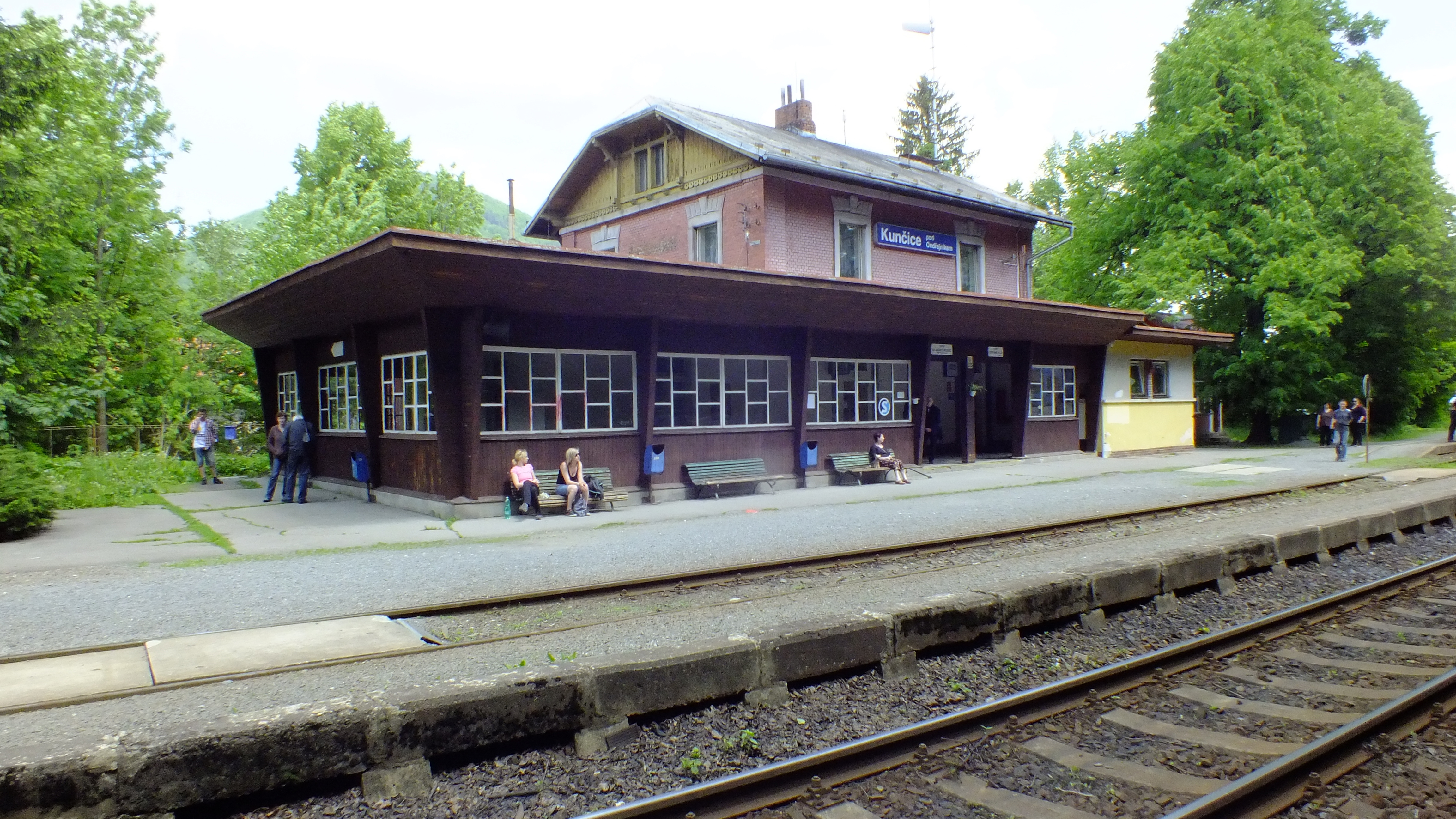
Kunčice pod Ondřejníkem
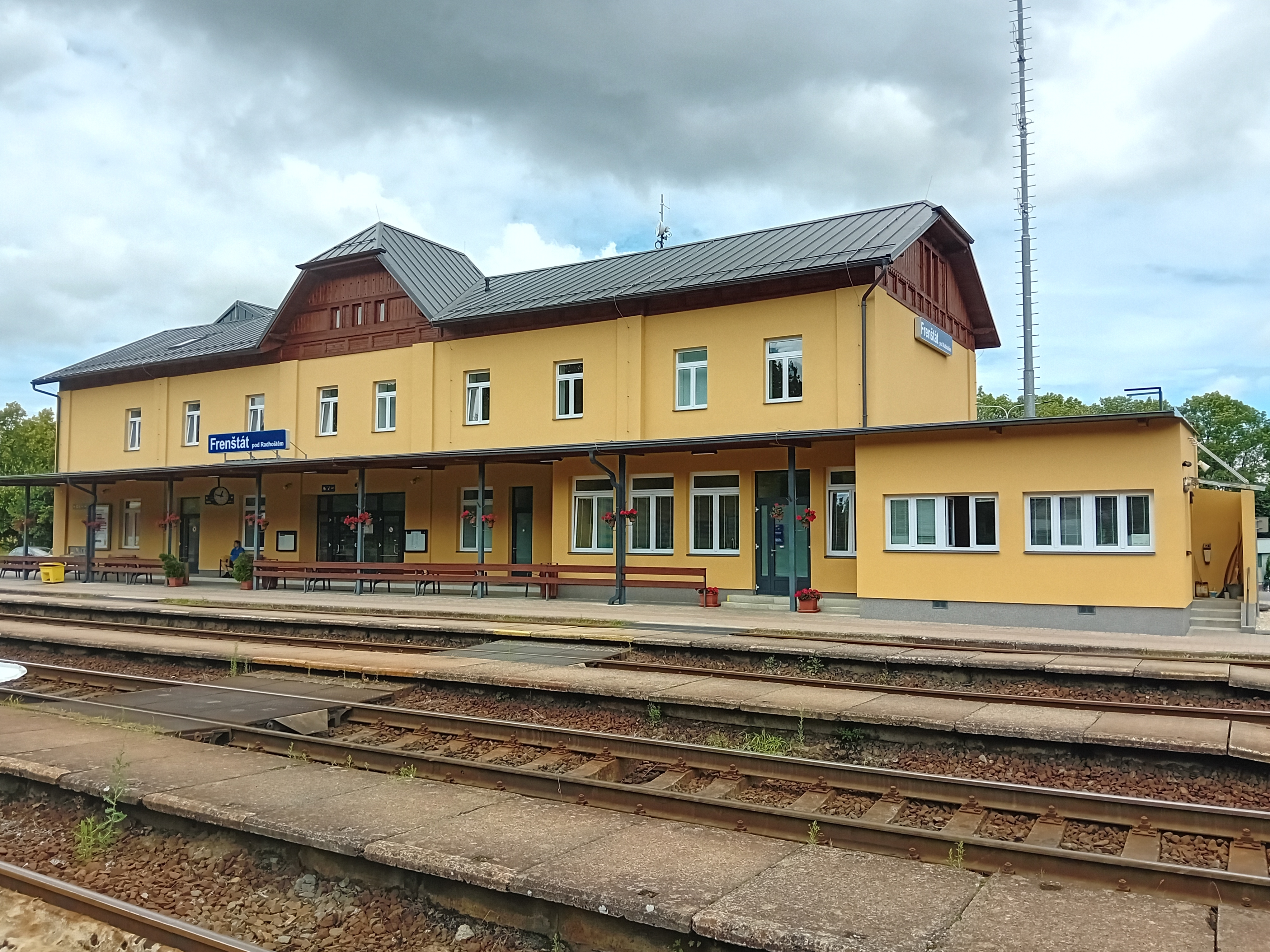
Frenštát pod Radhoštěm
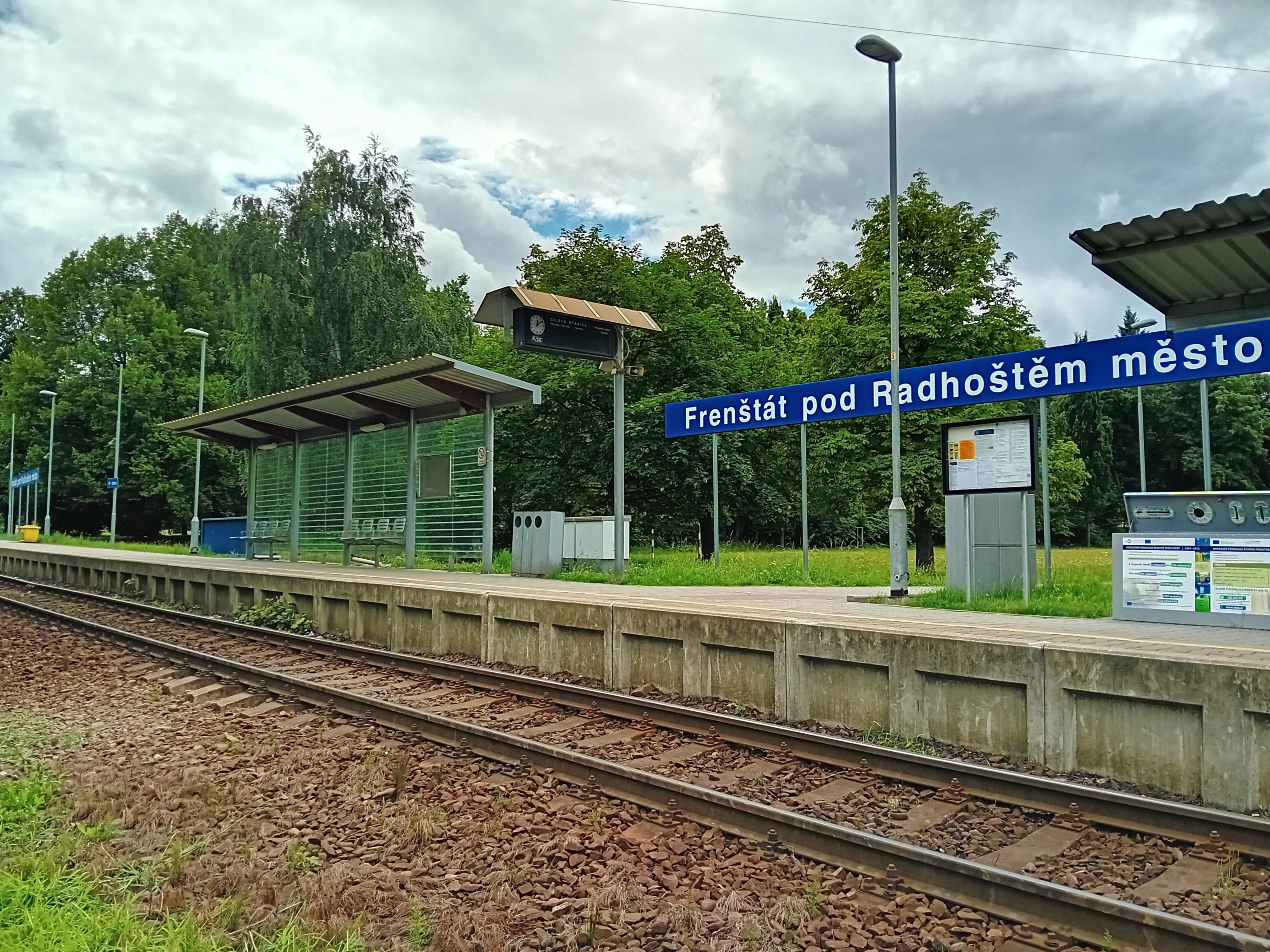
Frenštát pod Radhoštěm město
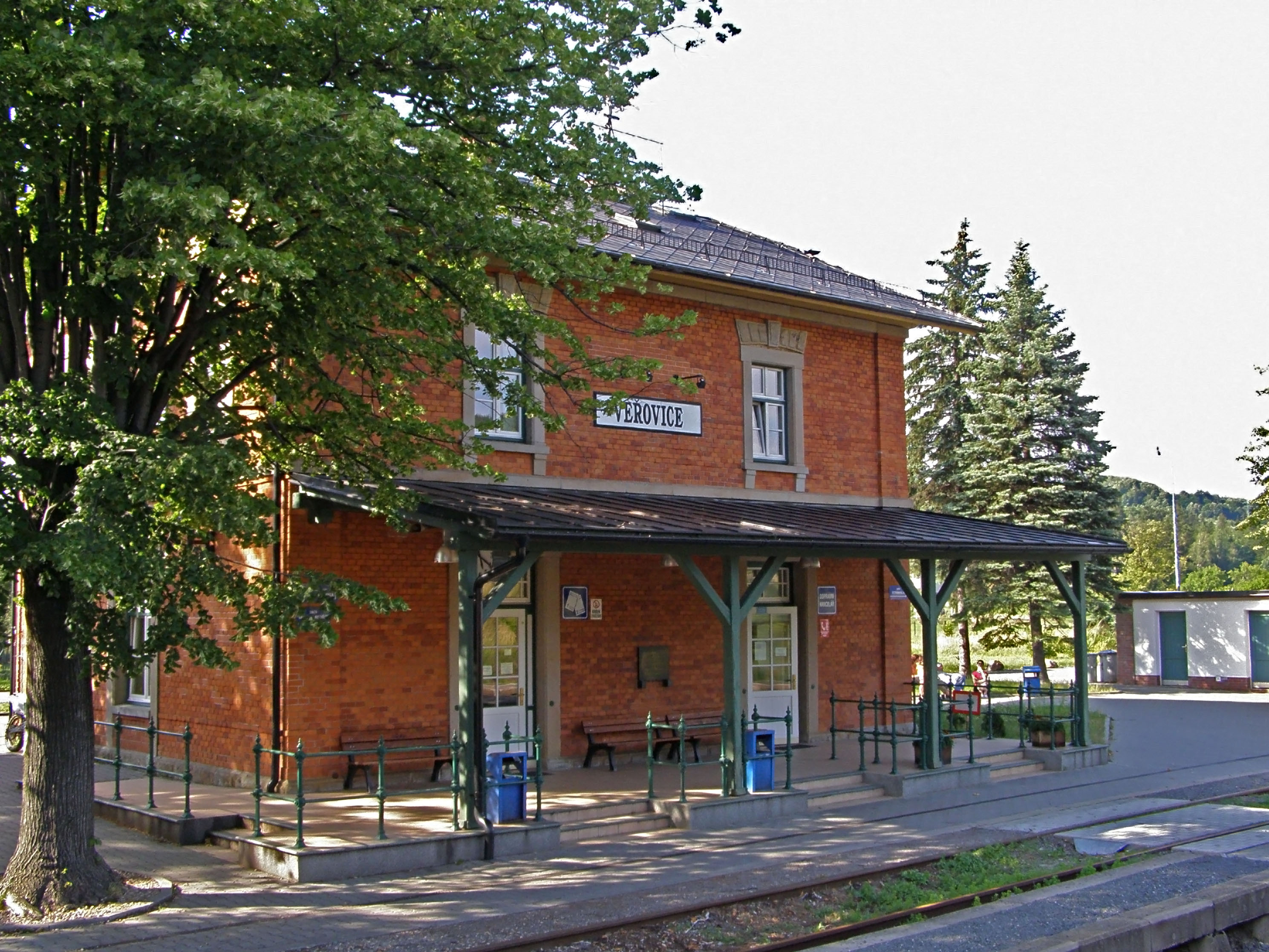
Veřovice
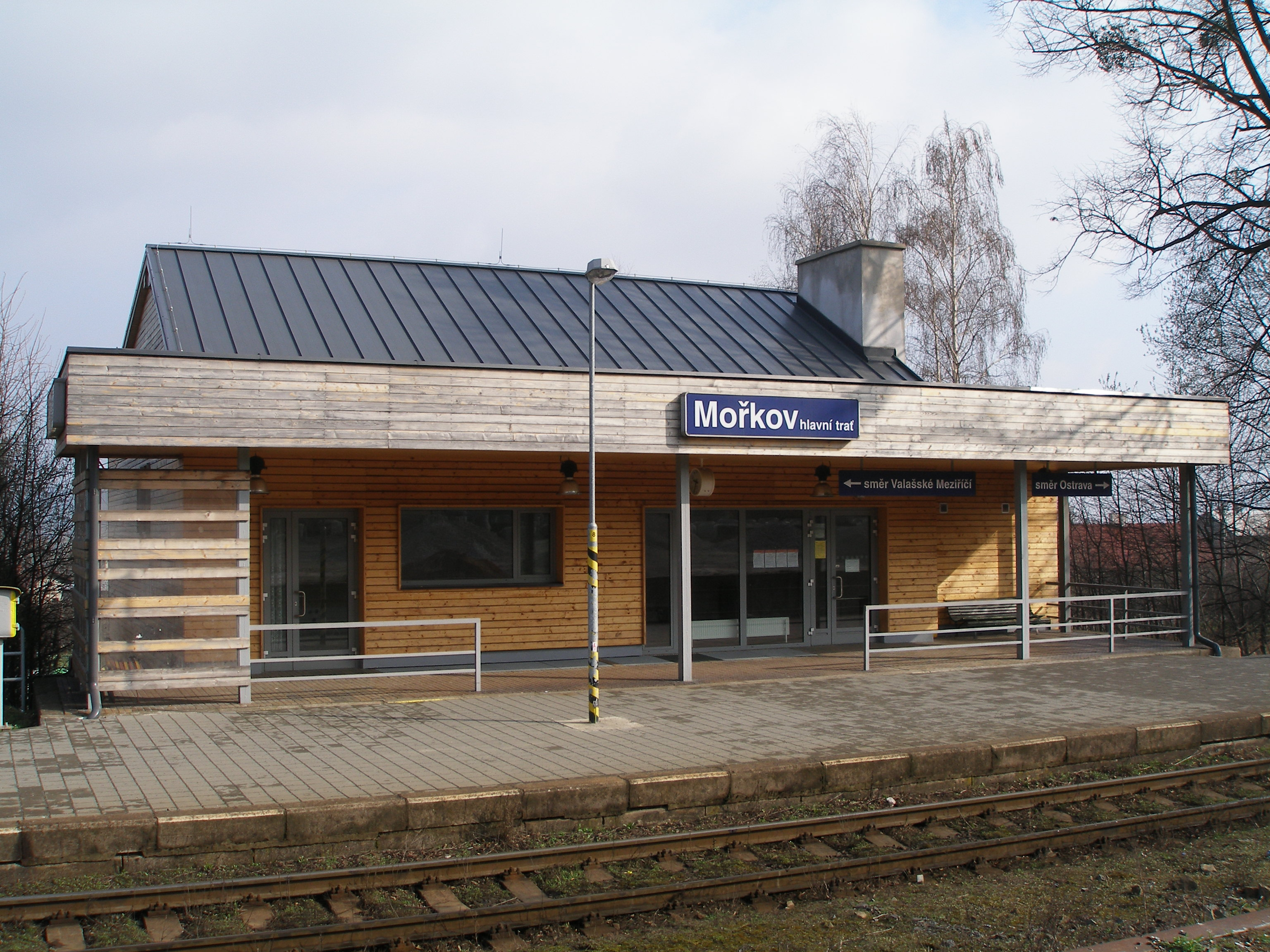
Mořkov hlavní trať
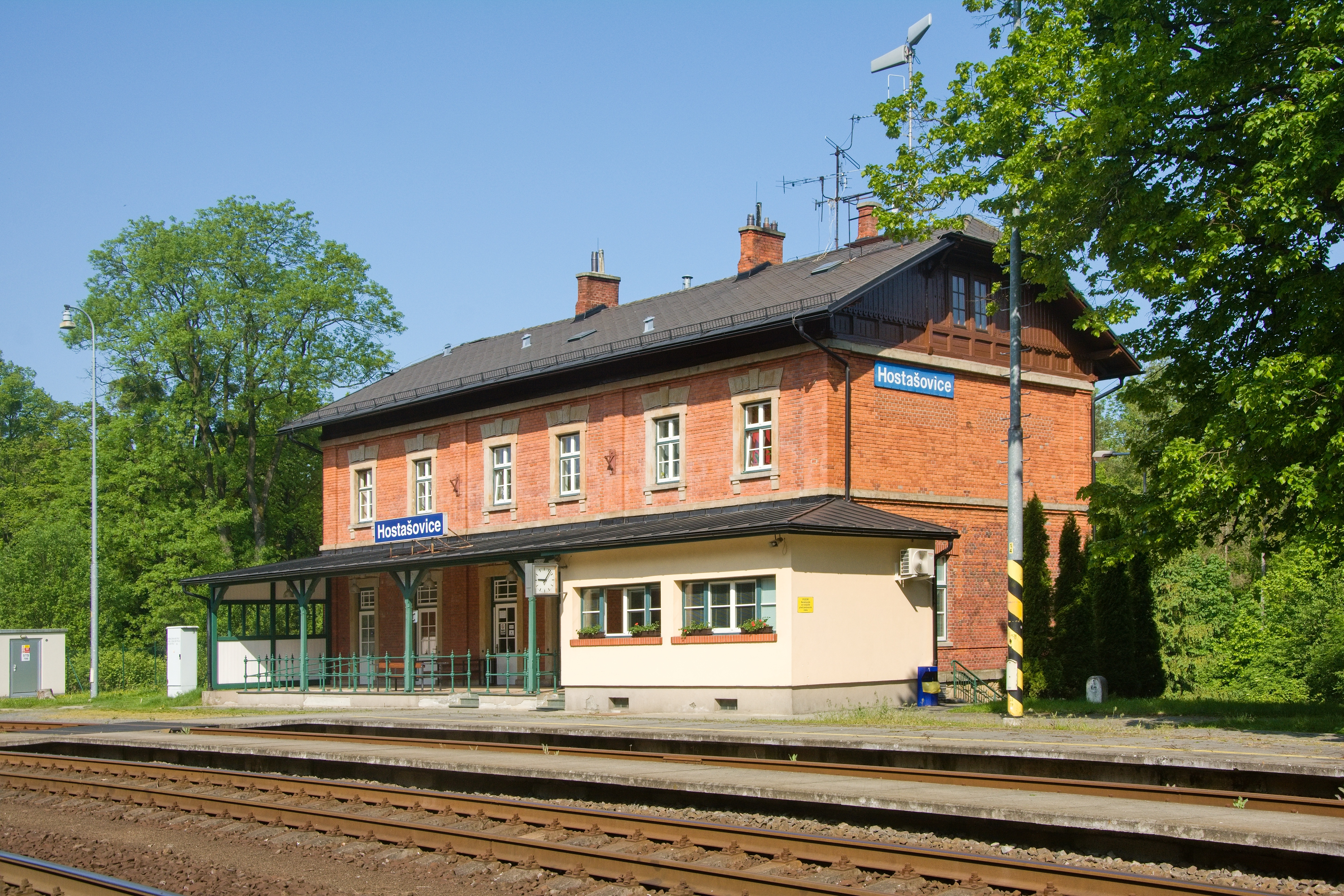
Hostašovice
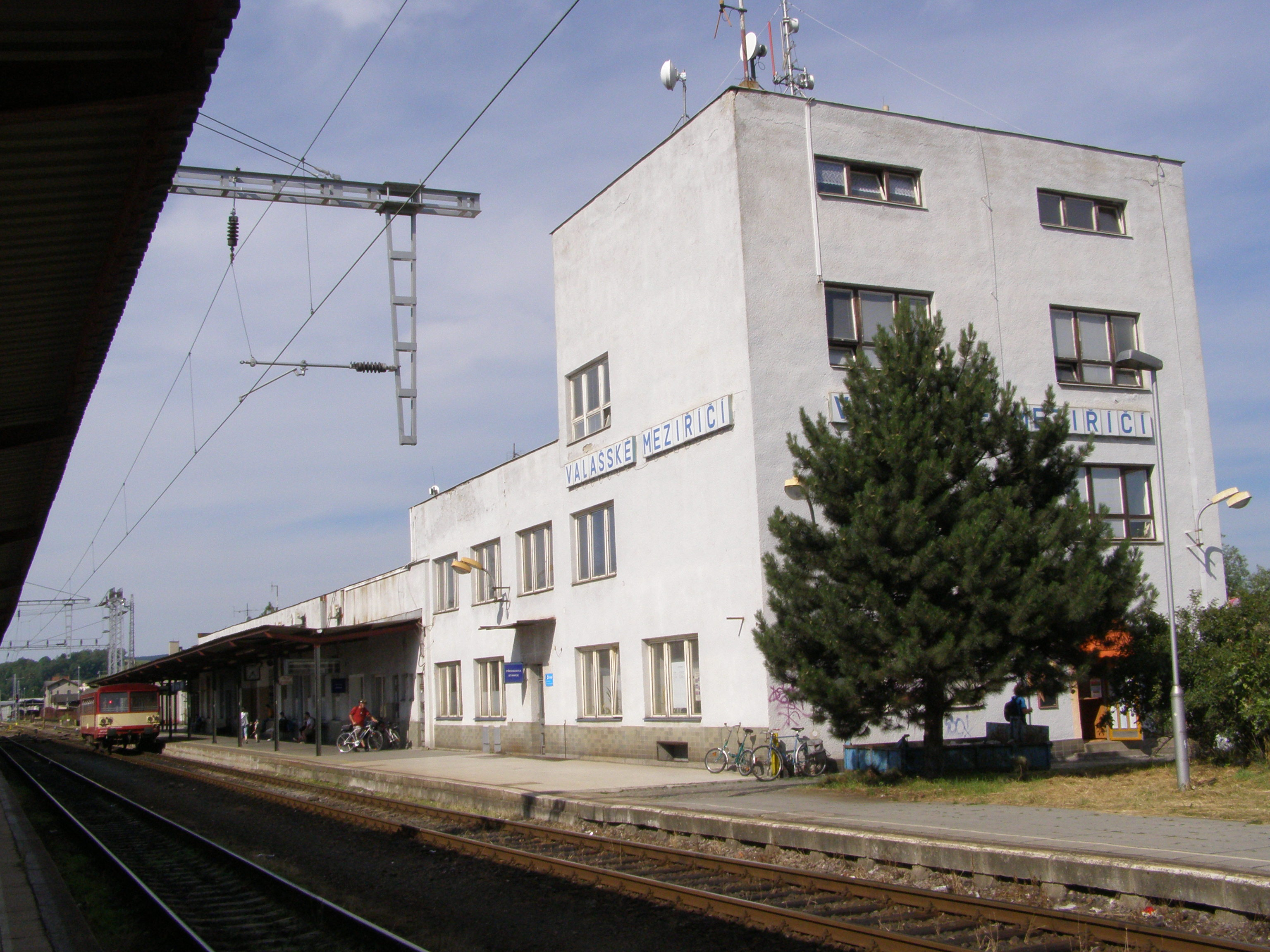
Valašské Meziříčí